# Deuxième district congressionnel de Pennsylvanie
Le 2e district congressionnel de Pennsylvanie comprend tout le nord-est de Philadelphie et certaines parties du nord de Philadelphie à l'est de Broad Street, ainsi que des parties des River Wards de Philadelphie. Il est représenté par le Démocrate Brendan Boyle depuis 2019.
Le district est démographiquement diversifié, avec environ 39 % des résidents s'identifiant comme blancs, près de 27 % des résidents s'identifiant comme noirs, 26 % s'identifiant comme hispaniques ou latinos (de n'importe quelle race) et 8 % s'identifiant comme asiatiques.
Avant 2018, le district couvrait l'ouest de Philadelphie, le nord de Philadelphie et le nord-ouest de Philadelphie, ainsi que certaines parties du sud de Philadelphie, du centre-ville et des banlieues ouest telles que Lower Merion Township dans le Comté de Montgomery. Avant le 113e Congrès, le district ne contenait pas Lower Merion Township mais contenait plutôt le Cheltenham Township.
La Cour suprême de Pennsylvanie a redessiné le district en février 2018 après avoir jugé la carte précédente inconstitutionnelle en raison d'un gerrymandering partisan. Le nouveau deuxième district est essentiellement le successeur du 1er district précédent. En tant que tel, il est resté fortement démocrate pour les élections de 2018 et la représentation par la suite. Brendan Boyle, le Représentant sortant de l'ancien 13e district, s'est présenté aux élections dans le nouveau 2e district. Certaines parties du 2e district précédent ont été déplacées vers le 3e.
Le Représentant Chaka Fattah a représenté le district de 1995 à 2016. Le 29 juillet 2015, Fattah et un groupe d'associés ont été inculpés d'accusations fédérales liées à leurs rôles présumés dans un complot de racket et de trafic d'influence,. Le 26 avril 2016, Dwight Evans a renversé Fattah lors d'élections primaires démocrates compétitives. Fattah a démissionné le 23 juin 2016. Evans a ensuite remporté une élection spéciale pour occuper le siège du Fattah. Il a également remporté les élections pour le mandat régulier commençant le 3 janvier 2017. Evans a été réélu dans le nouveau 3e district congressionnel.

## Historique de vote
| Année | Poste      | Résultats                 |
| ----- | ---------- | ------------------------- |
| 2020  | Président  | Biden 70,0 % – 29,0 %     |
| 2022  | Gouverneur | Shapiro 76,0 % – 22,0 %   |
| 2022  | Sénat      | Fetterman 72,0 % – 26,0 % |

## Liste des Représentants du district
Le district fut organisé depuis le district at-large de Pennsylvanie en 1791.

### 1791 - 1793: Un siège
| Membre                          | Parti               | Années                    | Congrès | Histoire électorale                                                                              |
| ------------------------------- | ------------------- | ------------------------- | ------- | ------------------------------------------------------------------------------------------------ |
| District établit le 4 mars 1791 |                     |                           |         |                                                                                                  |
| Frederick Muhlenberg            | Anti-Administration | 4 mars 1791 - 3 mars 1793 | 2e      | Redécoupage depuis le district at-large et réélu en 1791. Redécoupage vers le district at-large. |

### 1795 - 1843: Sièges multiples
District créé en 1795 depuis le district at-large.
Deux sièges additionnels ont été ajoutés en 1803. Le troisième fut éliminé en 1813, et le second en 1823. En 1833, le second fut restauré. En 1843, il redevint un district a siège unique.
| Congrès | Années                              |                                                                           | Siège A                                                                   | Siège A | Siège A               |                       | Siège B | Siège B                | Siège B                |                                                              | Siège C | Siège C | Siège C |
| Congrès | Années                              | Membre                                                                    | Parti                                                                     | Histoire électorale | Membre                | Parti                 | Histoire électorale | Membre                 | Parti                  | Histoire électorale                                          |         |         |         |
| 4e      | 4 mars 1795 - 3 mars 1797           | Frederick Muhlenberg                                                      | Républicain-Démocrate                                                     | Redécoupage depuis le district at-large et réélu en 1794. Retrait.                                                                               | Pas de second siège   | Pas de second siège   | Pas de second siège | Pas de troisième siège | Pas de troisième siège | Pas de troisième siège                                       |         |         |         |
| 5e      | 4 mars 1797 - 3 mars 1799           | Blair McClenachan (en)                                                    | Républicain-Démocrate                                                     | Élu en 1796. Retrait. | Pas de second siège   | Pas de second siège   | Pas de second siège | Pas de troisième siège | Pas de troisième siège | Pas de troisième siège                                       |         |         |         |
| 6e      | 4 mars 1799 - 3 mars 1801           | Michael Leib (en)                                                         | Républicain-Démocrate                                                     | Élu en 1798. Réélu en 1800. Redécoupage vers le 1er district.                                                                                    | Pas de second siège   | Pas de second siège   | Pas de second siège | Pas de troisième siège | Pas de troisième siège | Pas de troisième siège                                       |         |         |         |
| 7e      | 4 mars 1801 - 3 mars 1803           | Michael Leib (en)                                                         | Républicain-Démocrate                                                     | Élu en 1798. Réélu en 1800. Redécoupage vers le 1er district.                                                                                    | Pas de second siège   | Pas de second siège   | Pas de second siège | Pas de troisième siège | Pas de troisième siège | Pas de troisième siège                                       |         |         |         |
| 8e      | 4 mars 1803 - 3 mars 1805           | Robert Brown (en)                                                         | Républicain-Démocrate                                                     | Redécoupage depuis le 4e district et réélu en 1802. Réélu en 1804. Réélu en 1806. Réélu en 1808. Réélu en 1810. Redécoupage vers le 6e district. | Frederick Conrad (en) | Républicain-Démocrate | Élu en 1802. Réélu en 1804. Perd sa réélection.                                                                           | Isaac Von Horne (en)   | Républicain-Démocrate  | Redécoupage depuis le 4e district et réélu en 1802. Retrait. |         |         |         |
| 9e      | 4 mars 1805 - 3 mars 1807           | Robert Brown (en)                                                         | Républicain-Démocrate                                                     | Redécoupage depuis le 4e district et réélu en 1802. Réélu en 1804. Réélu en 1806. Réélu en 1808. Réélu en 1810. Redécoupage vers le 6e district. | Frederick Conrad (en) | Républicain-Démocrate | Élu en 1802. Réélu en 1804. Perd sa réélection.                                                                           | John Pugh (en)         | Républicain-Démocrate  | Élu en 1804. Réélu en 1806. Perd sa réélection.              |         |         |         |
| 10e     | 4 mars 1807 - 3 mars 1809           | Robert Brown (en)                                                         | Républicain-Démocrate                                                     | Redécoupage depuis le 4e district et réélu en 1802. Réélu en 1804. Réélu en 1806. Réélu en 1808. Réélu en 1810. Redécoupage vers le 6e district. | William Milnor (en)   | Fédéraliste           | Élu en 1806. Réélu en 1808. Perd sa réélection.                                                                           | John Pugh (en)         | Républicain-Démocrate  | Élu en 1804. Réélu en 1806. Perd sa réélection.              |         |         |         |
| 11e     | 4 mars 1809 - 3 mars 1811           | Robert Brown (en)                                                         | Républicain-Démocrate                                                     | Redécoupage depuis le 4e district et réélu en 1802. Réélu en 1804. Réélu en 1806. Réélu en 1808. Réélu en 1810. Redécoupage vers le 6e district. | William Milnor (en)   | Fédéraliste           | Élu en 1806. Réélu en 1808. Perd sa réélection.                                                                           | John Ross (en)         | Républicain-Démocrate  | Élu en 1808. Retrait.                                        |         |         |         |
| 12e     | 4 mars 1811 - 3 mars 1813           | Robert Brown (en)                                                         | Républicain-Démocrate                                                     | Redécoupage depuis le 4e district et réélu en 1802. Réélu en 1804. Réélu en 1806. Réélu en 1808. Réélu en 1810. Redécoupage vers le 6e district. | Jonathan Roberts (en) | Républicain-Démocrate | Élu en 1810. Réélu en 1812. Démissionne lorsqu'élu Sénateur des États-Unis.                                               | William Rodman (en)    | Républicain-Démocrate  | Élu en 1810. Perd sa réélection en tant que Fédéraliste.     |         |         |         |
| 13e     | 4 mars 1813 - 24 février 1814       | Roger Davis (en)                                                          | Républicain-Démocrate                                                     | Redécoupage depuis le 3e district et réélu en 1812. Retrait.                                                                                     | Jonathan Roberts (en) | Républicain-Démocrate | Élu en 1810. Réélu en 1812. Démissionne lorsqu'élu Sénateur des États-Unis.                                               | Pas de troisième siège | Pas de troisième siège | Pas de troisième siège                                       |         |         |         |
| 13e     | 24 février 1814 - 11 octobre 1814   | Roger Davis (en)                                                          | Républicain-Démocrate                                                     | Redécoupage depuis le 3e district et réélu en 1812. Retrait.                                                                                     | Vacant                | Vacant                | Vacant | Pas de troisième siège | Pas de troisième siège | Pas de troisième siège                                       |         |         |         |
| 13e     | 11 octobre 1814 - 3 mars 1815       | Roger Davis (en)                                                          | Républicain-Démocrate                                                     | Redécoupage depuis le 3e district et réélu en 1812. Retrait.                                                                                     | Samuel Henderson (en) | Fédéraliste           | Élu en 1814 pour terminer le mandat de Roberts et intronisé le 27 novembre 1814. Perd sa réélection pour un autre mandat. | Pas de troisième siège | Pas de troisième siège | Pas de troisième siège                                       |         |         |         |
| 14e     | 4 mars 1815 - 3 mars 1817           | William Darlington                                                        | Républicain-Démocrate                                                     | Élu en 1814. Retrait. | John Hahn (en)        | Républicain-Démocrate | Élu en 1814. Perd sa réélection.                                                                                          | Pas de troisième siège | Pas de troisième siège | Pas de troisième siège                                       |         |         |         |
| 15e     | 4 mars 1817 - 3 mars 1819           | Isaac Darlington (en)                                                     | Fédéraliste                                                               | Élu en 1816. Retrait. | Levi Pawling (en)     | Fédéraliste           | Élu en 1816. Perd sa réélection.                                                                                          | Pas de troisième siège | Pas de troisième siège | Pas de troisième siège                                       |         |         |         |
| 16e     | 4 mars 1819 - 3 mars 1821           | William Darlington                                                        | Républicain-Démocrate                                                     | Élu en 1818. Réélu en 1820. Perd sa réélection.                                                                                                  | Samuel Gross (en)     | Républicain-Démocrate | Élu en 1818. Réélu en 1820. Retrait.                                                                                      | Pas de troisième siège | Pas de troisième siège | Pas de troisième siège                                       |         |         |         |
| 17e     | 4 mars 1821 - 3 mars 1823           | William Darlington                                                        | Républicain-Démocrate                                                     | Élu en 1818. Réélu en 1820. Perd sa réélection.                                                                                                  | Samuel Gross (en)     | Républicain-Démocrate | Élu en 1818. Réélu en 1820. Retrait.                                                                                      | Pas de troisième siège | Pas de troisième siège | Pas de troisième siège                                       |         |         |         |
| 18e     | 4 mars 1823 - 3 mars 1825           | Joseph Hemphill (en)                                                      | Fédéraliste Jacksonien                                                    | Redécoupage depuis le 1er district et réélu en 1822. Réélu en 1824. Démissionne.                                                                 | Pas de second siège   | Pas de second siège   | Pas de second siège | Pas de troisième siège | Pas de troisième siège | Pas de troisième siège                                       |         |         |         |
| 19e     | 4 mars 1825 - 1826                  | Joseph Hemphill (en)                                                      | Jacksonien (en)                                                           | Redécoupage depuis le 1er district et réélu en 1822. Réélu en 1824. Démissionne.                                                                 | Pas de second siège   | Pas de second siège   | Pas de second siège | Pas de troisième siège | Pas de troisième siège | Pas de troisième siège                                       |         |         |         |
| 19e     | 1826 - 26 octobre 1826              | Vacant                                                                    | Vacant                                                                    | Vacant | Pas de second siège   | Pas de second siège   | Pas de second siège | Pas de troisième siège | Pas de troisième siège | Pas de troisième siège                                       |         |         |         |
| 19e     | 26 octobre 1826 - 3 mars 1827       | Joseph Kittera (en)                                                       | Anti-Jacksonien                                                           | Élu pour terminer le mandat de Hemphill en 1826. Perd sa réélection.                                                                             | Pas de second siège   | Pas de second siège   | Pas de second siège | Pas de troisième siège | Pas de troisième siège | Pas de troisième siège                                       |         |         |         |
| 20e     | 4 mars 1827 - 14 janvier 1828       | L'Élection Générale résultat en une égalité et le siège est resté vacant. | L'Élection Générale résultat en une égalité et le siège est resté vacant. | L'Élection Générale résultat en une égalité et le siège est resté vacant.                                                                        | Pas de second siège   | Pas de second siège   | Pas de second siège | Pas de troisième siège | Pas de troisième siège | Pas de troisième siège                                       |         |         |         |
| 20e     | 14 janvier 1828 - 3 mars 1829       | John Sergeant (en)                                                        | Jacksonien (en)                                                           | Élu en 1827 pour terminer le mandat vacant et intronisé le 14 janvier 1828. Perd sa réélection.                                                  | Pas de second siège   | Pas de second siège   | Pas de second siège | Pas de troisième siège | Pas de troisième siège | Pas de troisième siège                                       |         |         |         |
| 21e     | 4 mars 1829 - 3 mars 1831           | Joseph Hemphill (en)                                                      | Jacksonien (en)                                                           | Élu en 1828. Retrait. | Pas de second siège   | Pas de second siège   | Pas de second siège | Pas de troisième siège | Pas de troisième siège | Pas de troisième siège                                       |         |         |         |
| 22e     | 4 mars 1831 - 3 mars 1833           | Henry Horn (en)                                                           | Jacksonien (en)                                                           | Élu en 1830. Perd sa réélection. | Pas de second siège   | Pas de second siège   | Pas de second siège | Pas de troisième siège | Pas de troisième siège | Pas de troisième siège                                       |         |         |         |
| 23e     | 4 mars 1833 - 3 mars 1835           | Horace Binney (en)                                                        | Anti-Jacksonien                                                           | Élu en 1832. Retrait. | James Harper (en)     | Anti-Jacksonien       | Élu en 1832. Réélu en 1834. Retrait.                                                                                      | Pas de troisième siège | Pas de troisième siège | Pas de troisième siège                                       |         |         |         |
| 24e     | 4 mars 1835 - 3 mars 1837           | Joseph R. Ingersoll (en)                                                  | Anti-Jacksonien                                                           | Élu en 1834. Retrait. | James Harper (en)     | Anti-Jacksonien       | Élu en 1832. Réélu en 1834. Retrait.                                                                                      | Pas de troisième siège | Pas de troisième siège | Pas de troisième siège                                       |         |         |         |
| 25e     | 4 mars 1837 - 3 mars 1839           | John Sergeant (en)                                                        | Whig                                                                      | Élu en 1836. Réélu en 1838. Réélu en 1840. Démissionne.                                                                                          | George W. Toland (en) | Whig                  | Élu en 1836. Réélu en 1838. Réélu en 1840.                                                                                | Pas de troisième siège | Pas de troisième siège | Pas de troisième siège                                       |         |         |         |
| 26e     | 4 mars 1839 - 3 mars 1841           | John Sergeant (en)                                                        | Whig                                                                      | Élu en 1836. Réélu en 1838. Réélu en 1840. Démissionne.                                                                                          | George W. Toland (en) | Whig                  | Élu en 1836. Réélu en 1838. Réélu en 1840.                                                                                | Pas de troisième siège | Pas de troisième siège | Pas de troisième siège                                       |         |         |         |
| 27e     | 3 mars 1841 - 15 septembre 1841     | John Sergeant (en)                                                        | Whig                                                                      | Élu en 1836. Réélu en 1838. Réélu en 1840. Démissionne.                                                                                          | George W. Toland (en) | Whig                  | Élu en 1836. Réélu en 1838. Réélu en 1840.                                                                                | Pas de troisième siège | Pas de troisième siège | Pas de troisième siège                                       |         |         |         |
| 27e     | 15 septembre 1841 - 12 octobre 1841 | Vacant                                                                    | Vacant                                                                    | Vacant | George W. Toland (en) | Whig                  | Élu en 1836. Réélu en 1838. Réélu en 1840.                                                                                | Pas de troisième siège | Pas de troisième siège | Pas de troisième siège                                       |         |         |         |
| 27e     | 12 octobre 1841 - 3 mars 1843       | Joseph R. Ingersoll (en)                                                  | Whig                                                                      | Élu en 1841 pour terminer le mandat de Sergeant.                                                                                                 | George W. Toland (en) | Whig                  | Élu en 1836. Réélu en 1838. Réélu en 1840.                                                                                | Pas de troisième siège | Pas de troisième siège | Pas de troisième siège                                       |         |         |         |

### 1843 - Présent: Un siège
| Membre                    | Parti       | Années                              | Congrès        | Histoire électorale |
| ------------------------- | ----------- | ----------------------------------- | -------------- | --- |
| Joseph R. Ingersoll (en)  | Whig        | 4 mars 1843 - 3 mars 1849           | 28e - 30e      | Réélu en 1843. Réélu en 1844. Réélu en 1846. Décline la renomination. |
| Joseph R. Chandler (en)   | Whig        | 4 mars 1849 - 3 mars 1855           | 31e - 33e      | Élu en 1848. Réélu en 1850. Réélu en 1852. Perd sa réélection. |
| Job R. Tyson (en)         | Whig        | 4 mars 1855 - 3 mars 1857           | 34e            | Élu en 1854. |
| Edward J. Morris (en)     | Républicain | 4 mars 1857 - 8 juin 1861           | 35e - 37e      | Élu en 1856. Réélu en 1858. Réélu en 1860. Démissionne pour devenir Ambassadeur des États-Unis à l'Empire Ottoman.                                                                                      |
| Vacant                    | Vacant      | 8 juin 1861 - 2 juillet 1861        | 37e            | |
| Charles J. Biddle (en)    | Démocrate   | 2 juillet 1861 - 3 mars 1863        | 37e            | Élu pour terminer le mandat de Morris. |
| Charles O'Neill (en)      | Républicain | 4 mars 1863 - 3 mars 1871           | 38e - 41e      | Élu en 1862. Réélu en 1864. Réélu en 1866. Réélu en 1868. Perd sa réélection. |
| John V. Creely (en)       | Républicain | 4 mars 1871 - 3 mars 1873           | 42e            | Élu en 1870. Disparaît fin 1872. |
| Charles O'Neill (en)      | Républicain | 4 mars 1873 - 25 novembre 1893      | 43e - 53e      | Élu en 1872. Réélu en 1874. Réélu en 1876. Réélu en 1878. Réélu en 1880. Réélu en 1882. Réélu en 1884. Réélu en 1886. Réélu en 1888. Réélu en 1890. Réélu en 1892. Décès.                               |
| Vacant                    | Vacant      | 25 novembre 1893 - 19 décembre 1893 | 53e            | |
| Robert Adams Jr. (en)     | Républicain | 19 décembre 1893 - 1er juin 1906    | 53e - 59e      | Élu pour terminer le mandat O'Neill. Réélu en 1894. Réélu en 1896. Réélu en 1898. Réélu en 1900. Réélu en 1902. Réélu en 1904. Décès.                                                                   |
| Vacant                    | Vacant      | 1er juin 1906 - 6 novembre 1906     | 59e            | |
| John E. Reyburn (en)      | Républicain | 6 novembre 1906 - 31 mars 1907      | 59e , 60e      | Élu pour terminer le mandat d'Adams. Réélu en 1906. Démissionne pour devenir Maire de Philadelphie. |
| Vacant                    | Vacant      | 31 mars 1907 - 15 décembre 1910     | 60e            | |
| Joel Cook (en)            | Républicain | 5 novembre 1907 - 15 décembre 1910  | 60e , 61e      | Élu pour terminer le mandat de Reyburn. Réélu en 1908. Réélu en 1910. Décès. |
| Vacant                    | Vacant      | 15 décembre 1910 - 23 mai 1911      | 61e , 62e      | |
| William S. Reyburn (en)   | Républicain | 23 mai 1911 - 3 mars 1913           | 62e            | Élu pour terminer le mandat de Cook. Retrait. |
| George S. Graham (en)     | Républicain | 4 mars 1913 - 4 juillet 1931        | 63e - 72e      | Élu en 1912. Réélu en 1914. Réélu en 1916. Réélu en 1918. Réélu en 1920. Réélu en 1922. Réélu en 1924. Réélu en 1926. Réélu en 1928. Réélu en 1930. Décès.                                              |
| Vacant                    | Vacant      | 4 juillet 1931 - 3 novembre 1931    | 72e            | |
| Edward L. Stokes (en)     | Républicain | 3 novembre 1931 - 3 mars 1933       | 72e            | Élu pour terminer le mandat de Graham. Redécoupage vers le 6e district. |
| James M. Beck (en)        | Républicain | 3 mars 1933 - 10 septembre 1934     | 73e            | Redécoupage depuis le 1er district et réélu en 1932. Démissionne pour s'opposer au New Deal. |
| Vacant                    | Vacant      | 30 septembre 1934 - 3 janvier 1935  | 73e            | |
| William H. Wilson (en)    | Républicain | 3 janvier 1935 - 3 janvier 1937     | 74e            | Élu en 1934. Perd sa réélection. |
| James McGranery           | Démocrate   | 3 janvier 1937 - 17 novembre 1943   | 75e - 78e      | Élu en 1936. Réélu en 1938. Réélu en 1940. Réélu en 1942. Démissionne pour devenir Assistant au Procureur Général des États-Unis.                                                                       |
| Vacant                    | Vacant      | 17 novembre 1943 - 18 janvier 1944  | 78e            | |
| Joseph M. Pratt (en)      | Républicain | 18 janvier 1944 - 3 janvier 1945    | 78e            | Élu pour terminer le mandat de McGranery. Redécoupage vers le 3e district et perd sa réélection. |
| William T. Granahan (en)  | Démocrate   | 3 janvier 1945 - 3 janvier 1947     | 79e            | Élu en 1944. Perd sa réélection. |
| Robert N. McGarvey (en)   | Républicain | 3 janvier 1947 - 3 janvier 1949     | 80e            | Élu en 1946. Perd sa réélection. |
| William T. Granahan (en)  | Démocrate   | 3 janvier 1949 - 25 mai 1956        | 81e - 84e      | Élu en 1948. Réélu en 1950. Réélu en 1952. Réélu en 1954. Décès. |
| Vacant                    | Vacant      | 25 mai 1956 - 6 novembre 1956       | 84e            | |
| Kathryn E. Granahan       | Démocrate   | 6 novembre 1956 - 3 janvier 1963    | 84e - 87e      | Élue pour terminer le mandat de son mari. Réélue en 1956. Réélue en 1958. Réélue en 1960. |
| Robert N. C. Nix Sr. (en) | Démocrate   | 3 janvier 1963 - 3 janvier 1979     | 88e - 95e      | Redécoupage depuis le 4e district et réélu en 1962. Réélu en 1964. Réélu en 1966. Réélu en 1968. Réélu en 1970. Réélu en 1972. Réélu en 1974. Réélu en 1976.                                            |
| William H. Gray III (en)  | Démocrate   | 3 janvier 1979 - 11 septembre 1991  | 96e - 102e     | Élu en 1978. Réélu en 1980. Réélu en 1982. Réélu en 1984. Réélu en 1986. Réélu en 1988. Réélu en 1990. Démissionne pour devenir Président du United Negro College Fund.                                 |
| Vacant                    | Vacant      | 11 septembre 1991 - 5 novembre 1991 | 102e           | |
| Lucien Blackwell (en)     | Démocrate   | 5 novembre 1991 - 3 janvier 1995    | 102e , 103e    | Élu pour terminer le mandat de Gray. Réélu en 1992. Perd sa renomination. |
| Chaka Fattah              | Démocrate   | 3 janvier 1995 - 23 juin 2016       | 104e - 114e    | Élu en 1994. Réélu en 1996. Réélu en 1998. Réélu en 2000. Réélu en 2002. Réélu en 2004. Réélu en 2006. Réélu en 2008. Réélu en 2010. Réélu en 2012. Réélu en 2014. Perd sa renomination et démissionne. |
| Vacant                    | Vacant      | 23 juin 2016 - 14 novembre 2016     | 114e           | |
| Dwight Evans              | Démocrate   | 14 novembre 2016 - 3 janvier 2019   | 114e , 115e    | Élu pour terminer le mandat de Fattah. Réélu en 2016. Redécoupage vers le 3e district. |
| Brendan Boyle             | Démocrate   | 3 janvier 2019 - Présent            | 116e - Présent | Redécoupage depuis le 13e district et réélu en 2018. Réélu en 2020. Réélu en 2022. |

## Résultats des récentes élections
Voici les résultats des dix précédents cycles électoraux dans le district.

## Frontières historiques du district

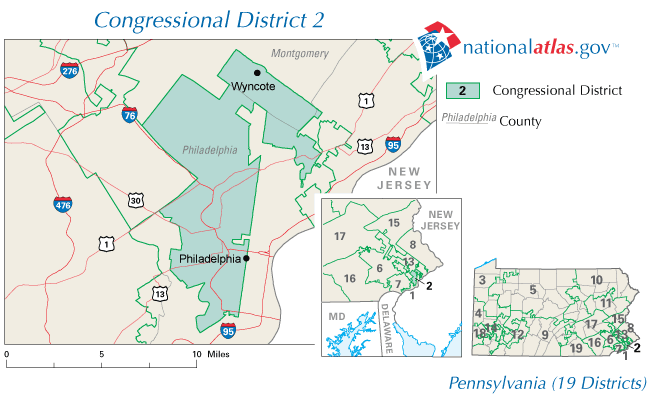
2003 - 2013

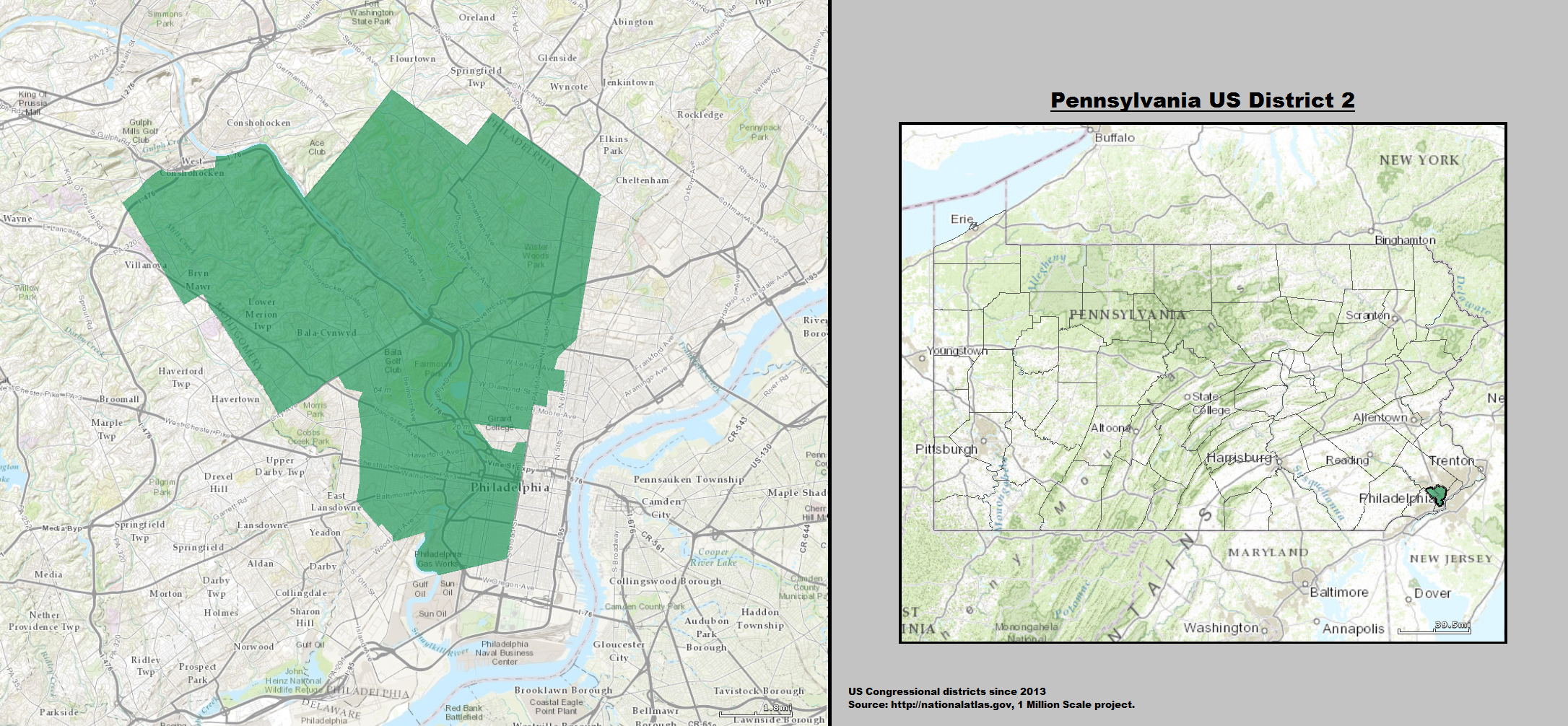
2013 - 2019

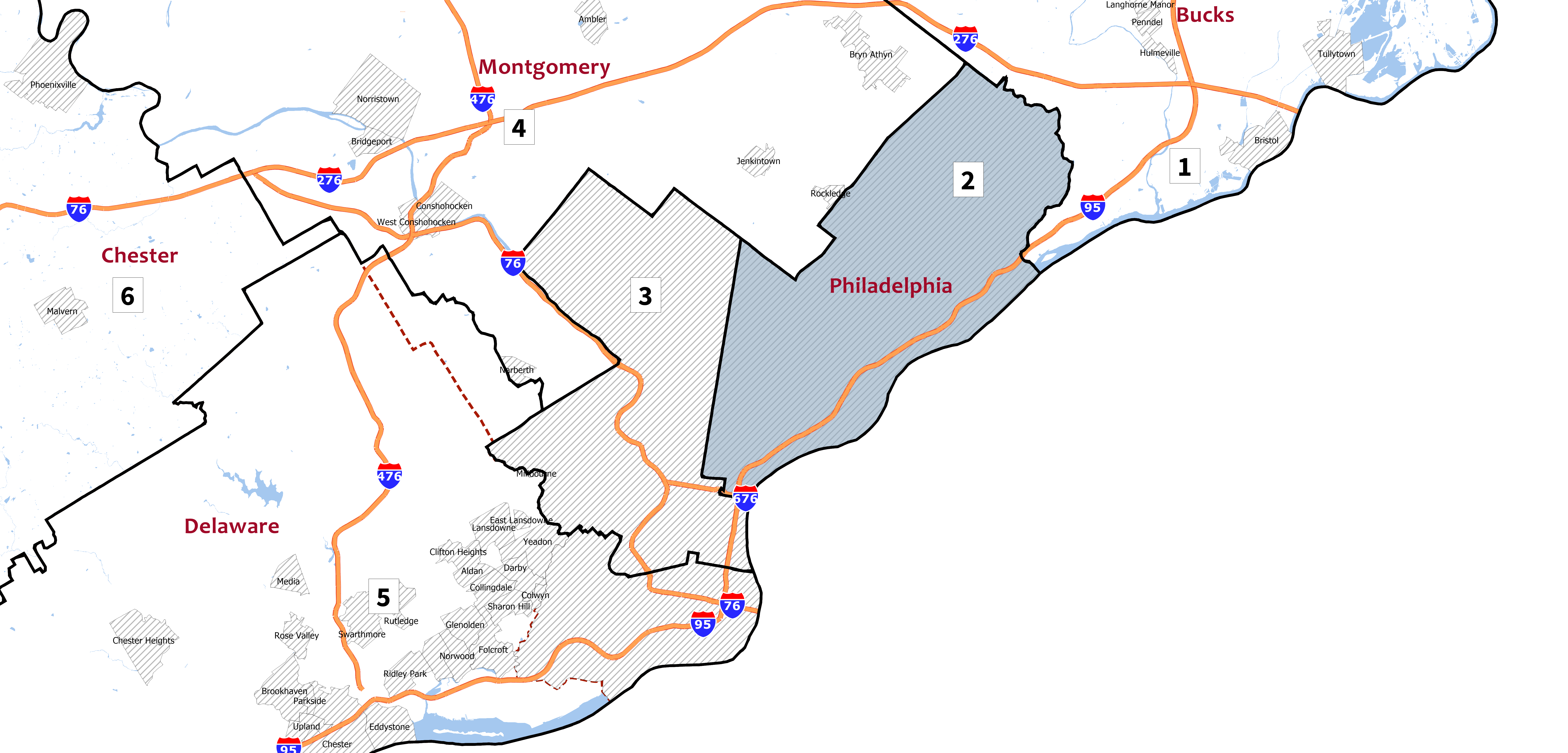
2019 - 2023

### 2004
| Élection de 2004 du 2e district congressionnel de Pennsylvanie | Élection de 2004 du 2e district congressionnel de Pennsylvanie | Élection de 2004 du 2e district congressionnel de Pennsylvanie | Élection de 2004 du 2e district congressionnel de Pennsylvanie | Élection de 2004 du 2e district congressionnel de Pennsylvanie |
| -------------------------------------------------------------- | -------------------------------------------------------------- | -------------------------------------------------------------- | -------------------------------------------------------------- | -------------------------------------------------------------- |
| Parti                                                          | Parti                                                          | Candidat                                                       | Votes                                                          | %                                                              |
|                                                                | Démocrate                                                      | Chaka Fattah (sortant)                                         | 253 226                                                        | 88,0                                                           |
|                                                                | Républicain                                                    | Stewart Bolno                                                  | 34 411                                                         | 12,0                                                           |
| Total des votes                                                | Total des votes                                                | Total des votes                                                | 287 637                                                        | 100 %                                                          |
|                                                                | Les Démocrates conservent                                      |                                                                |                                                                |                                                                |

### 2006
| Élection de 2006 du 2e district congressionnel de Pennsylvanie | Élection de 2006 du 2e district congressionnel de Pennsylvanie | Élection de 2006 du 2e district congressionnel de Pennsylvanie | Élection de 2006 du 2e district congressionnel de Pennsylvanie | Élection de 2006 du 2e district congressionnel de Pennsylvanie |
| -------------------------------------------------------------- | -------------------------------------------------------------- | -------------------------------------------------------------- | -------------------------------------------------------------- | -------------------------------------------------------------- |
| Parti                                                          | Parti                                                          | Candidat                                                       | Votes                                                          | %                                                              |
|                                                                | Démocrate                                                      | Chaka Fattah (sortant)                                         | 165 867                                                        | 88,6                                                           |
|                                                                | Républicain                                                    | Michael Gessner                                                | 17 291                                                         | 9,2                                                            |
|                                                                | Vert                                                           | David G. Baker                                                 | 4125                                                           | 2,2                                                            |
| Total des votes                                                | Total des votes                                                | Total des votes                                                | 187 283                                                        | 100 %                                                          |
|                                                                | Les Démocrates conservent                                      |                                                                |                                                                |                                                                |

### 2008
| Élection de 2008 du 2e district congressionnel de Pennsylvanie | Élection de 2008 du 2e district congressionnel de Pennsylvanie | Élection de 2008 du 2e district congressionnel de Pennsylvanie | Élection de 2008 du 2e district congressionnel de Pennsylvanie | Élection de 2008 du 2e district congressionnel de Pennsylvanie |
| -------------------------------------------------------------- | -------------------------------------------------------------- | -------------------------------------------------------------- | -------------------------------------------------------------- | -------------------------------------------------------------- |
| Parti                                                          | Parti                                                          | Candidat                                                       | Votes                                                          | %                                                              |
|                                                                | Démocrate                                                      | Chaka Fattah (sortant)                                         | 276 870                                                        | 88,9                                                           |
|                                                                | Républicain                                                    | Adam A. Lang                                                   | 34 466                                                         | 11,1                                                           |
| Total des votes                                                | Total des votes                                                | Total des votes                                                | 311 336                                                        | 100 %                                                          |
|                                                                | Les Démocrates conservent                                      |                                                                |                                                                |                                                                |

### 2010
| Élection de 2010 du 2e district congressionnel de Pennsylvanie | Élection de 2010 du 2e district congressionnel de Pennsylvanie | Élection de 2010 du 2e district congressionnel de Pennsylvanie | Élection de 2010 du 2e district congressionnel de Pennsylvanie | Élection de 2010 du 2e district congressionnel de Pennsylvanie |
| -------------------------------------------------------------- | -------------------------------------------------------------- | -------------------------------------------------------------- | -------------------------------------------------------------- | -------------------------------------------------------------- |
| Parti                                                          | Parti                                                          | Candidat                                                       | Votes                                                          | %                                                              |
|                                                                | Démocrate                                                      | Chaka Fattah (sortant)                                         | 182 800                                                        | 89,3                                                           |
|                                                                | Républicain                                                    | Rick Hellberg                                                  | 21 907                                                         | 10,7                                                           |
| Total des votes                                                | Total des votes                                                | Total des votes                                                | 204 707                                                        | 100 %                                                          |
|                                                                | Les Démocrates conservent                                      |                                                                |                                                                |                                                                |

### 2012
| Élection de 2012 du 2e district congressionnel de Pennsylvanie | Élection de 2012 du 2e district congressionnel de Pennsylvanie | Élection de 2012 du 2e district congressionnel de Pennsylvanie | Élection de 2012 du 2e district congressionnel de Pennsylvanie | Élection de 2012 du 2e district congressionnel de Pennsylvanie |
| -------------------------------------------------------------- | -------------------------------------------------------------- | -------------------------------------------------------------- | -------------------------------------------------------------- | -------------------------------------------------------------- |
| Parti                                                          | Parti                                                          | Candidat                                                       | Votes                                                          | %                                                              |
|                                                                | Démocrate                                                      | Chaka Fattah (sortant)                                         | 318 176                                                        | 89,3                                                           |
|                                                                | Républicain                                                    | Robert Mansfield                                               | 33 381                                                         | 9,4                                                            |
|                                                                | Indépendant                                                    | James Foster                                                   | 4829                                                           | 1,4                                                            |
| Total des votes                                                | Total des votes                                                | Total des votes                                                | 356 386                                                        | 100 %                                                          |
|                                                                | Les Démocrates conservent                                      |                                                                |                                                                |                                                                |

### 2014
| Élection de 2014 du 2e district congressionnel de Pennsylvanie | Élection de 2014 du 2e district congressionnel de Pennsylvanie | Élection de 2014 du 2e district congressionnel de Pennsylvanie | Élection de 2014 du 2e district congressionnel de Pennsylvanie | Élection de 2014 du 2e district congressionnel de Pennsylvanie |
| -------------------------------------------------------------- | -------------------------------------------------------------- | -------------------------------------------------------------- | -------------------------------------------------------------- | -------------------------------------------------------------- |
| Parti                                                          | Parti                                                          | Candidat                                                       | Votes                                                          | %                                                              |
|                                                                | Démocrate                                                      | Chaka Fattah (sortant)                                         | 181 141                                                        | 87,7                                                           |
|                                                                | Républicain                                                    | Armond James                                                   | 25 397                                                         | 12,3                                                           |
| Total des votes                                                | Total des votes                                                | Total des votes                                                | 206 538                                                        | 100 %                                                          |
|                                                                | Les Démocrates conservent                                      |                                                                |                                                                |                                                                |

### 2016 (Spéciale)
| Élection Spéciale de 2016 du 2e district congressionnel de Pennsylvanie | Élection Spéciale de 2016 du 2e district congressionnel de Pennsylvanie | Élection Spéciale de 2016 du 2e district congressionnel de Pennsylvanie | Élection Spéciale de 2016 du 2e district congressionnel de Pennsylvanie | Élection Spéciale de 2016 du 2e district congressionnel de Pennsylvanie |
| ----------------------------------------------------------------------- | ----------------------------------------------------------------------- | ----------------------------------------------------------------------- | ----------------------------------------------------------------------- | ----------------------------------------------------------------------- |
| Parti                                                                   | Parti                                                                   | Candidat                                                                | Votes                                                                   | %                                                                       |
|                                                                         | Démocrate                                                               | Dwight Evans                                                            | 271 098                                                                 | 90,3                                                                    |
|                                                                         | Républicain                                                             | James Jones                                                             | 29 173                                                                  | 9,7                                                                     |
| Total des votes                                                         | Total des votes                                                         | Total des votes                                                         | 300 271                                                                 | 100 %                                                                   |
|                                                                         | Les Démocrates conservent                                               |                                                                         |                                                                         |                                                                         |

### 2016 (Régulière)
| Élection de 2016 du 2e district congressionnel de Pennsylvanie | Élection de 2016 du 2e district congressionnel de Pennsylvanie | Élection de 2016 du 2e district congressionnel de Pennsylvanie | Élection de 2016 du 2e district congressionnel de Pennsylvanie | Élection de 2016 du 2e district congressionnel de Pennsylvanie |
| -------------------------------------------------------------- | -------------------------------------------------------------- | -------------------------------------------------------------- | -------------------------------------------------------------- | -------------------------------------------------------------- |
| Parti                                                          | Parti                                                          | Candidat                                                       | Votes                                                          | %                                                              |
|                                                                | Démocrate                                                      | Dwight Evans (sortant)                                         | 322 514                                                        | 90,2                                                           |
|                                                                | Républicain                                                    | James Jones                                                    | 35 131                                                         | 9,8                                                            |
| Total des votes                                                | Total des votes                                                | Total des votes                                                | 357 645                                                        | 100 %                                                          |
|                                                                | Les Démocrates conservent                                      |                                                                |                                                                |                                                                |

### 2018
| Élection de 2018 du 2e district congressionnel de Pennsylvanie | Élection de 2018 du 2e district congressionnel de Pennsylvanie | Élection de 2018 du 2e district congressionnel de Pennsylvanie | Élection de 2018 du 2e district congressionnel de Pennsylvanie | Élection de 2018 du 2e district congressionnel de Pennsylvanie |
| -------------------------------------------------------------- | -------------------------------------------------------------- | -------------------------------------------------------------- | -------------------------------------------------------------- | -------------------------------------------------------------- |
| Parti                                                          | Parti                                                          | Candidat                                                       | Votes                                                          | %                                                              |
|                                                                | Démocrate                                                      | Brendan Boyle (sortant)                                        | 159 600                                                        | 79,0                                                           |
|                                                                | Républicain                                                    | David Torres                                                   | 42 382                                                         | 21,0                                                           |
| Total des votes                                                | Total des votes                                                | Total des votes                                                | 201 982                                                        | 100 %                                                          |
|                                                                | Les Démocrates conservent                                      |                                                                |                                                                |                                                                |

### 2020
| Élection de 2020 du 2e district congressionnel de Pennsylvanie | Élection de 2020 du 2e district congressionnel de Pennsylvanie | Élection de 2020 du 2e district congressionnel de Pennsylvanie | Élection de 2020 du 2e district congressionnel de Pennsylvanie | Élection de 2020 du 2e district congressionnel de Pennsylvanie |
| -------------------------------------------------------------- | -------------------------------------------------------------- | -------------------------------------------------------------- | -------------------------------------------------------------- | -------------------------------------------------------------- |
| Parti                                                          | Parti                                                          | Candidat                                                       | Votes                                                          | %                                                              |
|                                                                | Démocrate                                                      | Brendan Boyle (sortant)                                        | 198 140                                                        | 72,5                                                           |
|                                                                | Républicain                                                    | David Torres                                                   | 75 022                                                         | 27,5                                                           |
| Total des votes                                                | Total des votes                                                | Total des votes                                                | 273 162                                                        | 100 %                                                          |
|                                                                | Les Démocrates conservent                                      |                                                                |                                                                |                                                                |

### 2022
| Primaire Démocrate de 2022 du 2e district congressionnel de Pennsylvanie | Primaire Démocrate de 2022 du 2e district congressionnel de Pennsylvanie | Primaire Démocrate de 2022 du 2e district congressionnel de Pennsylvanie | Primaire Démocrate de 2022 du 2e district congressionnel de Pennsylvanie | Primaire Démocrate de 2022 du 2e district congressionnel de Pennsylvanie |
| ------------------------------------------------------------------------ | ------------------------------------------------------------------------ | ------------------------------------------------------------------------ | ------------------------------------------------------------------------ | ------------------------------------------------------------------------ |
| Parti                                                                    | Parti                                                                    | Candidat                                                                 | Votes                                                                    | %                                                                        |
|                                                                          | Démocrate                                                                | Brendan Boyle (sortant)                                                  | 53 825                                                                   | 100 %                                                                    |

| Primaire Républicaine de 2022 du 2e district congressionnel de Pennsylvanie | Primaire Républicaine de 2022 du 2e district congressionnel de Pennsylvanie | Primaire Républicaine de 2022 du 2e district congressionnel de Pennsylvanie | Primaire Républicaine de 2022 du 2e district congressionnel de Pennsylvanie | Primaire Républicaine de 2022 du 2e district congressionnel de Pennsylvanie |
| --------------------------------------------------------------------------- | --------------------------------------------------------------------------- | --------------------------------------------------------------------------- | --------------------------------------------------------------------------- | --------------------------------------------------------------------------- |
| Parti                                                                       | Parti                                                                       | Candidat                                                                    | Votes                                                                       | %                                                                           |
|                                                                             | Républicain                                                                 | Aaron Bashir                                                                | 11 796                                                                      | 100 %                                                                       |

| Élection de 2022 du 2e district congressionnel de Pennsylvanie | Élection de 2022 du 2e district congressionnel de Pennsylvanie | Élection de 2022 du 2e district congressionnel de Pennsylvanie | Élection de 2022 du 2e district congressionnel de Pennsylvanie | Élection de 2022 du 2e district congressionnel de Pennsylvanie |
| -------------------------------------------------------------- | -------------------------------------------------------------- | -------------------------------------------------------------- | -------------------------------------------------------------- | -------------------------------------------------------------- |
| Parti                                                          | Parti                                                          | Candidat                                                       | Votes                                                          | %                                                              |
|                                                                | Démocrate                                                      | Brendan Boyle (sortant)                                        | 141 229                                                        | 75,7                                                           |
|                                                                | Républicain                                                    | Aaron Bashir                                                   | 45 454                                                         | 24,3                                                           |
| Total des votes                                                | Total des votes                                                | Total des votes                                                | 186 683                                                        | 100 %                                                          |
|                                                                | Les Démocrates conservent                                      |                                                                |                                                                |                                                                |

### 2024
| Primaire Démocrate de 2024 du 2e district congressionnel de Pennsylvanie | Primaire Démocrate de 2024 du 2e district congressionnel de Pennsylvanie | Primaire Démocrate de 2024 du 2e district congressionnel de Pennsylvanie | Primaire Démocrate de 2024 du 2e district congressionnel de Pennsylvanie | Primaire Démocrate de 2024 du 2e district congressionnel de Pennsylvanie |
| ------------------------------------------------------------------------ | ------------------------------------------------------------------------ | ------------------------------------------------------------------------ | ------------------------------------------------------------------------ | ------------------------------------------------------------------------ |
| Parti                                                                    | Parti                                                                    | Candidat                                                                 | Votes                                                                    | %                                                                        |
|                                                                          | Démocrate                                                                | Brendan Boyle (sortant)                                                  | 43 997                                                                   | 100 %                                                                    |

| Primaire Républicaine de 2024 du 2e district congressionnel de Pennsylvanie | Primaire Républicaine de 2024 du 2e district congressionnel de Pennsylvanie | Primaire Républicaine de 2024 du 2e district congressionnel de Pennsylvanie | Primaire Républicaine de 2024 du 2e district congressionnel de Pennsylvanie | Primaire Républicaine de 2024 du 2e district congressionnel de Pennsylvanie |
| --------------------------------------------------------------------------- | --------------------------------------------------------------------------- | --------------------------------------------------------------------------- | --------------------------------------------------------------------------- | --------------------------------------------------------------------------- |
| Parti                                                                       | Parti                                                                       | Candidat                                                                    | Votes                                                                       | %                                                                           |
|                                                                             | Républicain                                                                 | Aaron Bashir                                                                | 9748                                                                        | 100 %                                                                       |

| Élection de 2024 du 2e district congressionnel de Pennsylvanie | Élection de 2024 du 2e district congressionnel de Pennsylvanie | Élection de 2024 du 2e district congressionnel de Pennsylvanie | Élection de 2024 du 2e district congressionnel de Pennsylvanie | Élection de 2024 du 2e district congressionnel de Pennsylvanie |
| -------------------------------------------------------------- | -------------------------------------------------------------- | -------------------------------------------------------------- | -------------------------------------------------------------- | -------------------------------------------------------------- |
| Parti                                                          | Parti                                                          | Candidat                                                       | Votes                                                          | %                                                              |
|                                                                | Démocrate                                                      | Brendan Boyle (sortant)                                        | TBD                                                            | TBD                                                            |
|                                                                | Républicain                                                    | Aaron Bashir                                                   | TBD                                                            | TBD                                                            |
| Total des votes                                                | Total des votes                                                | Total des votes                                                | TBD                                                            | 100 %                                                          |
|                                                                |                                                                |                                                                |                                                                |                                                                |